# Johann Nepomuk von Ringseis

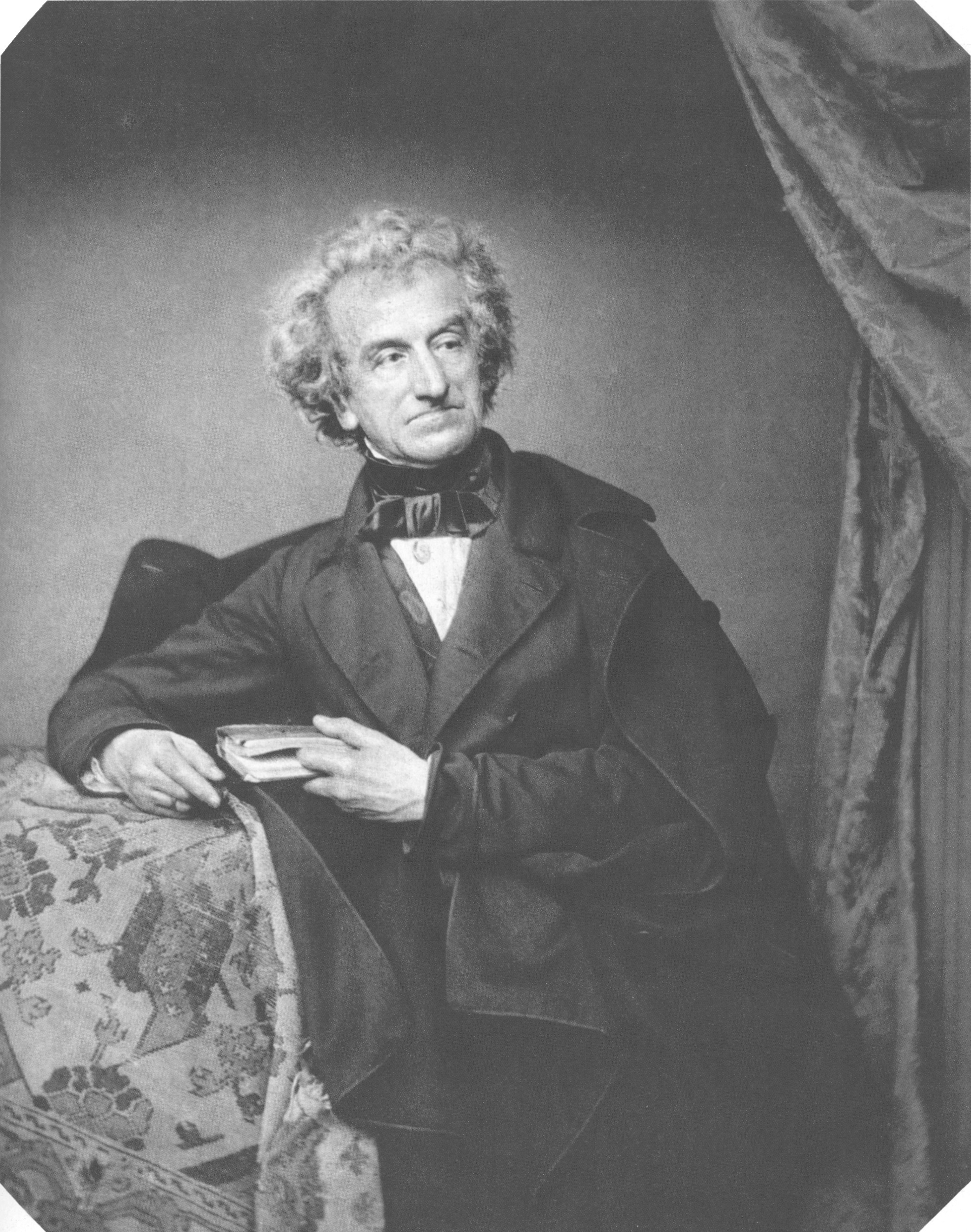
Johann Nepomuk Ringseis, ca. 1860

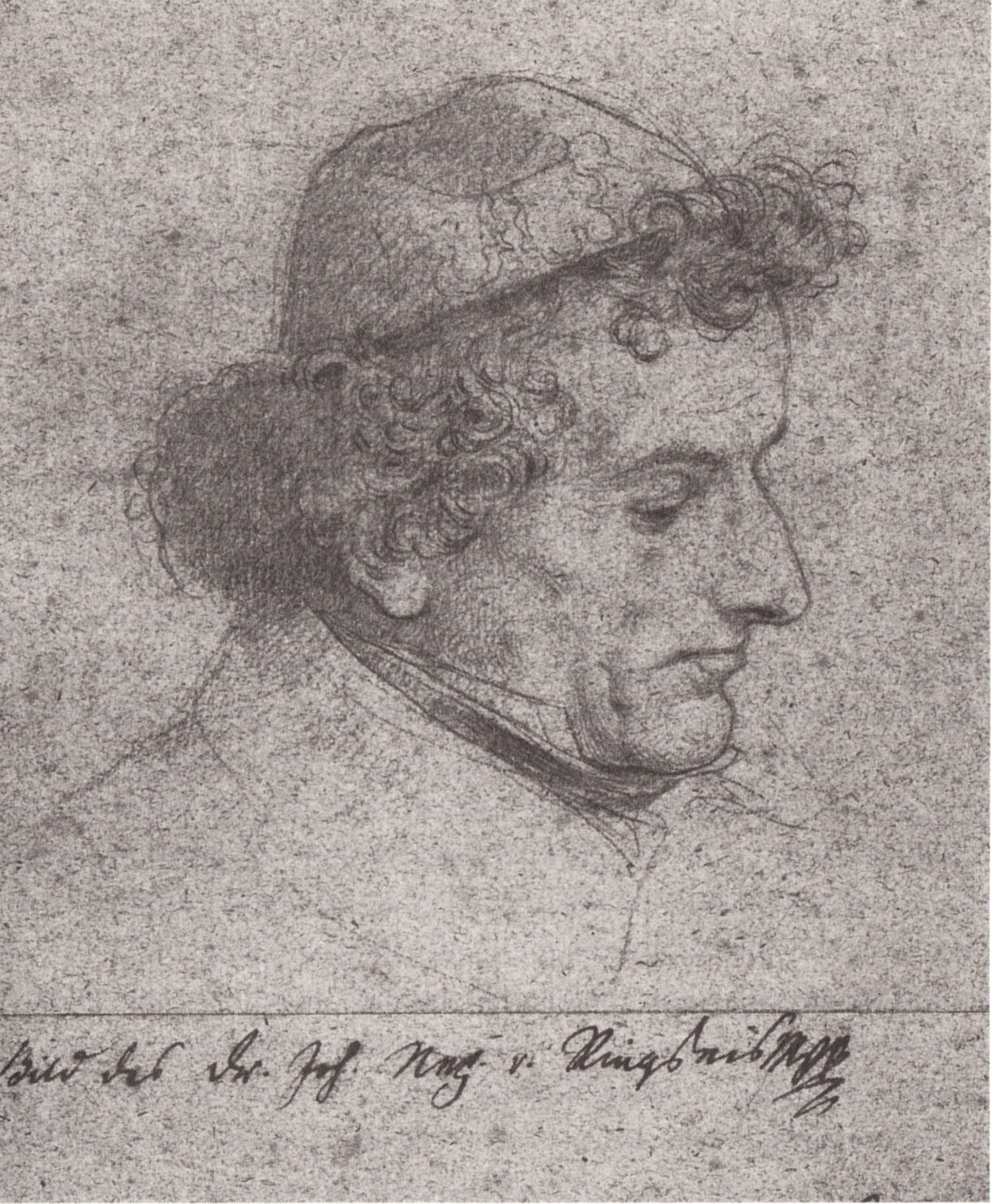
Ringseis (Zeichnung von Moritz von Schwind)

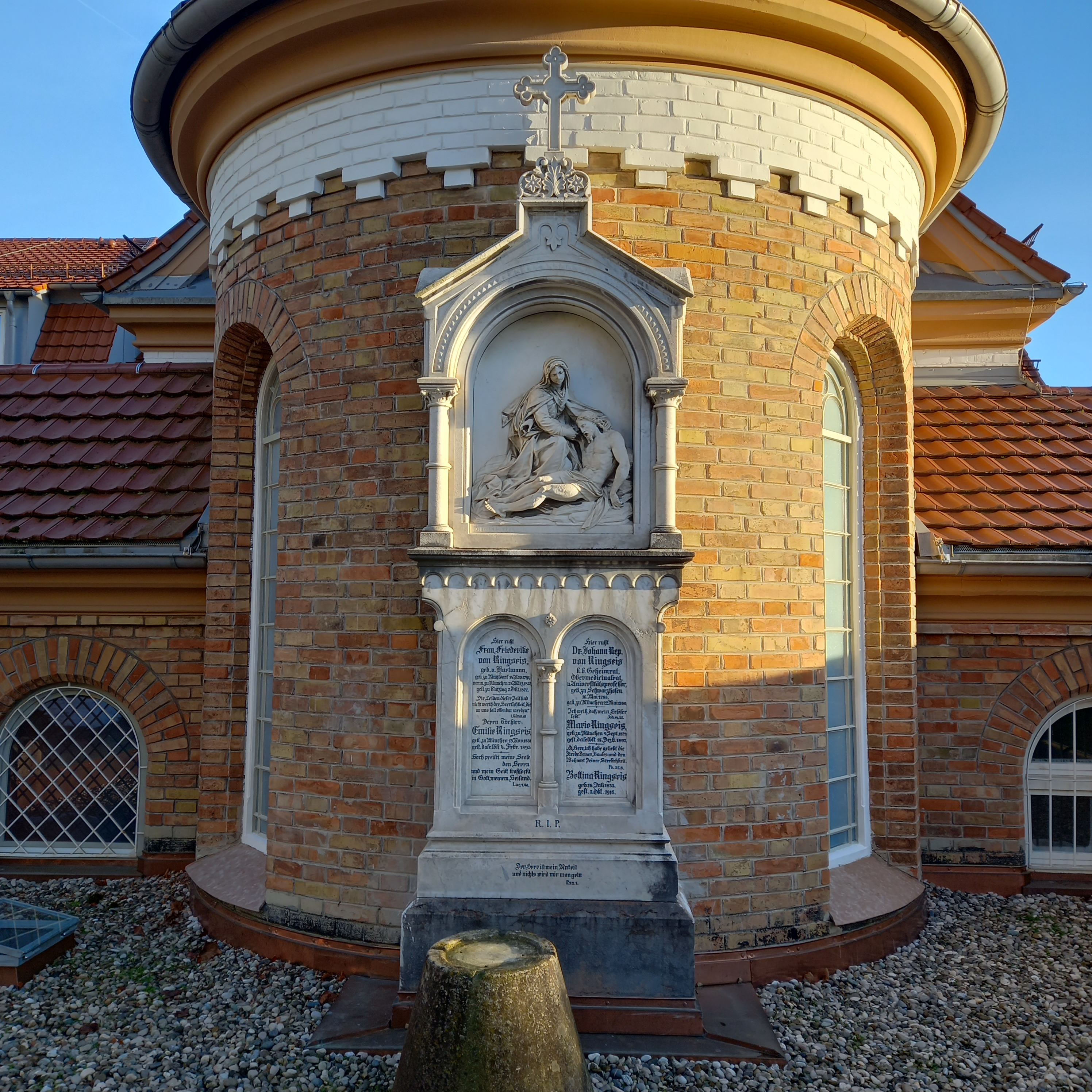
Das Grab von Johann Nepomuk von Ringesis und seiner Ehefrau Friederike geborene von Hartmann im Familiengrab an der Heilig-Geist-Kapelle in Tutzing

Johann Nepomuk Ringseis, ab 1834 Ritter von Ringseis (* 16. Mai 1785 in Schwarzhofen (Oberpfalz); † 22. Mai 1880 in München) war ein deutscher Arzt, Internist und Professor in München.

## Leben
Ringseis, der neun jüngere Geschwister hatte, ging auf die Zisterzienser-Klosterschule in Walderbach, absolvierte 1797 das Gymnasium in Amberg, und studierte von 1805 bis 1812 Medizin an der Universität Landshut. Er war Hörer von Karl Friedrich Schimper und lernte dort Johann Michael Sailer und Friedrich Karl von Savigny sowie die Geschwister Clemens und Bettina Brentano kennen und schloss sich dem von diesen begründeten Romantikerkreis an.
Nach seiner Promotion hielt er sich vom September 1812 bis September 1813 in Wien auf, wo er am 16. Mai 1813 unter den Gästen der Hochzeit von Johann Nepomuk Hummel und Elisabeth Röckel war. Daneben verkehrte er dort mit den Ärzten Johann Malfatti und Johann Peter Frank, der Dichterin Caroline Pichler und seinem Freund Clemens Brentano sowie mit Adam Müller, Friedrich Schlegel, Klemens Maria Hofbauer und Friedrich August von Klinkowström. Anschließend reiste er nach Berlin weiter und lebte 1814/15 in Paris.
1817 ließ er sich als Primararzt am Münchner Allgemeinen Krankenhaus nieder, wo er Vertrauter von des Kronprinzen Ludwig wurde. Als dessen Leibarzt durfte er ihn auf drei Italienfahrten (1817–24) begleiten. 1818 ernannte Ludwig Ringseis zum Medizinalrat des Isarkreises. 1824 wurde er zum außerordentlichen Mitglied der Bayerischen Akademie der Wissenschaften gewählt. 1826 wurde er ordentlicher Professor an der Medizinischen Fakultät der von Landshut nach München verlegten bayerischen Landesuniversität. Zu Ringseis’ Assistenten gehörte der Schönlein-Schüler Carl Friedrich von Marcus, der seinem erzkatholischen Vorgesetzten die 1829 gedruckte Schrift Einige Worte über Medizin als Wissenschaft und Kunst widmete. Im Jahr 1825 wurde Ringseis zum Mitglied der Leopoldina gewählt. Von 1825 bis 1871 war er auch Obermedizinalrat und Medizinalreferent im Innenministerium. 1842 wurde er schließlich ordentliches Mitglied der Bayerischen Akademie der Wissenschaften.
Daneben versuchte Johann Nepomuk Ringseis, Vertreter einer auf christlicher Dogmatik gegründeten Medizin, ab 1827 über seine Beteiligung am Eos-Kreis und später am Görres-Kreis Einfluss zu gewinnen. 1834 erhielt er den Verdienstorden der Bayerischen Krone, welcher den persönlichen Adelstitel bedingte. 1837 wurde er Mitglied der Kammer der Abgeordneten der Bayerischen Ständeversammlung und Wortführer der katholisch-konservativen Gruppe. Im Jahr 1848 war er Mitbegründer des Vereins für konstitutionelle Monarchie und religiöse Freiheit. Nach der Abdankung Ludwig I. verlor Johann Nepomuk von Ringseis alle öffentlichen Ämter.

## Namensgeber für Straße
Nach Johann Nepomuk von Ringseis wurde 1887 in München im Stadtteil Am alten Südlichen Friedhof (Stadtbezirk 2 – Ludwigsvorstadt-Isarvorstadt) ⊙ die Ringseisstraße benannt. Ebenso hat ihm die Stadt Landshut eine Straße im Westen der Stadt gewidmet.